# Ryōta Inoue (Fußballspieler, 2000)
Ryōta Inoue (japanisch 井上 竜太 Inoue Ryōta; * 25. Juli 2000 in der Präfektur Saitama) ist ein japanischer Fußballspieler.

## Karriere
Ryōta Inoue erlernte das Fußballspielen in der Schulmannschaft der Bunan High School sowie in der Universitätsmannschaft der Risshō-Universität.  Seinen ersten Vertrag unterschrieb er am 1. Februar 2023 bei Zweigen Kanazawa. Der Verein aus Kanazawa, einer Stadt in der Präfektur Ishikawa, spielte in der zweiten japanischen Liga. Sein Zweitligadebüt gab Ryota Inoue  am 19. Februar 2023 (1. Spieltag) im Auswärtsspiel gegen Tokyo Verdy. Bei der 1:0-Niederlage stand er in der Startelf und spielte die kompletten 90 Minuten. Am Ende der Saison 2023 belegte er mit Zweigen den letzten Tabellenplatz und musste somit den Weg in die dritte Liga antreten. Nach 56 Ligaspielen wechselte er im Januar 2025 zum Zweitligisten Blaublitz Akita.